# 奧蒂斯 (緬因州)
奧蒂斯（英語：Otis）是一個位於美國緬因州漢考克縣的市鎮。

## 人口
根據2020年美國人口普查的數據，奧蒂斯的面積為74.02平方千米，當中陸地面積為64.15平方千米，而水域面積為9.87平方千米。當地共有人口673人，而人口密度為每平方千米9人。